# Secretaría General Iberoamericana
La Secretaría General Iberoamericana (SEGIB) es el organismo internacional de apoyo a los 22 países que conforman la Comunidad Iberoamericana de Naciones como  Andorra, Argentina, Bolivia, Brasil, Chile, Colombia, Costa Rica, Cuba, República Dominicana, Ecuador, El Salvador, España, Guatemala, Honduras, México, Nicaragua, Panamá, Paraguay, Perú, Portugal, Uruguay y Venezuela. Fundada en 2005 sobre la base de la Secretaría de Cooperación Iberoamericana, su papel central es asumir la coordinación y gestión institucional, técnica y administrativa de las Cumbres Iberoamericanas.
La creación de la SEGIB fue aprobada en 2003, en la XIII Cumbre Iberoamericana de Bolivia, siendo nombrado su primer secretario general en 2005. Su sede principal radica en Madrid, teniendo además oficinas en Ciudad de México, Lima y Montevideo.

## Historia
El origen de la SEGIB parte de la antigua Secretaría de Cooperación Iberoamericana (SECIB). La creación de la Secretaría General Iberoamericana (SEGIB) fue aprobada en 2003 en la XIII Cumbre Iberoamericana celebrada en Santa Cruz de la Sierra (Bolivia). Sus funciones quedarían fijadas en su estatuto, cuyo aprobación se delegó para la XIV Cumbre celebrada en San José (Costa Rica) en 2004. El inicio de operaciones de la organización data de 2005.
En septiembre de 2010 se integró junto a la Organización de Estados Iberoamericanos para la Educación, la Ciencia y la Cultura (OEI), la Organización Iberoamericana de Seguridad Social (OISS), la Organismo Internacional de Juventud para Iberoamérica (OIJ) y la Conferencia de Ministros de Justicia de los Países Iberoamericanos (COMJIB)  dentro del Consejo de Organismos Iberoamericanos, un mecanismo de coordinación de nueva creación entre los mencionados organismos.
España ha sido el principal financiador de la secretaría general, aportando el 70 % del presupuesto hacia 2014 y el 60 % hacia 2016.

## Secretario general
El secretario general Iberoamericano es nombrado por consenso por los jefes de Estado y Gobierno, a propuesta de los ministros de Relaciones Exteriores por un cuatrienio renovable una vez. El actual titular, desde el 8 de febrero de 2022, es Andrés Allamand, antiguo ministro de Relaciones Exteriores de Chile. 
| Núm. | Secretario general      | Mandato                                         | País       |
| ---- | ----------------------- | ----------------------------------------------- | ---------- |
| 1.º  | Enrique V. Iglesias     | 1 de octubre de 2005-1 de abril de 2014         | Uruguay    |
| 2.º  | Rebeca Grynspan Mayufis | 1 de abril de 2014- 10 de septiembre de 2021    | Costa Rica |
| -    | Marcos Pinta Gama       | 10 de septiembre de 2021 - 8 de febrero de 2022 | Brasil     |
| 3.º  | Andrés Allamand         | 8 de febrero de 2022- presente                  | Chile      |

## Objetivos de la SEGIB

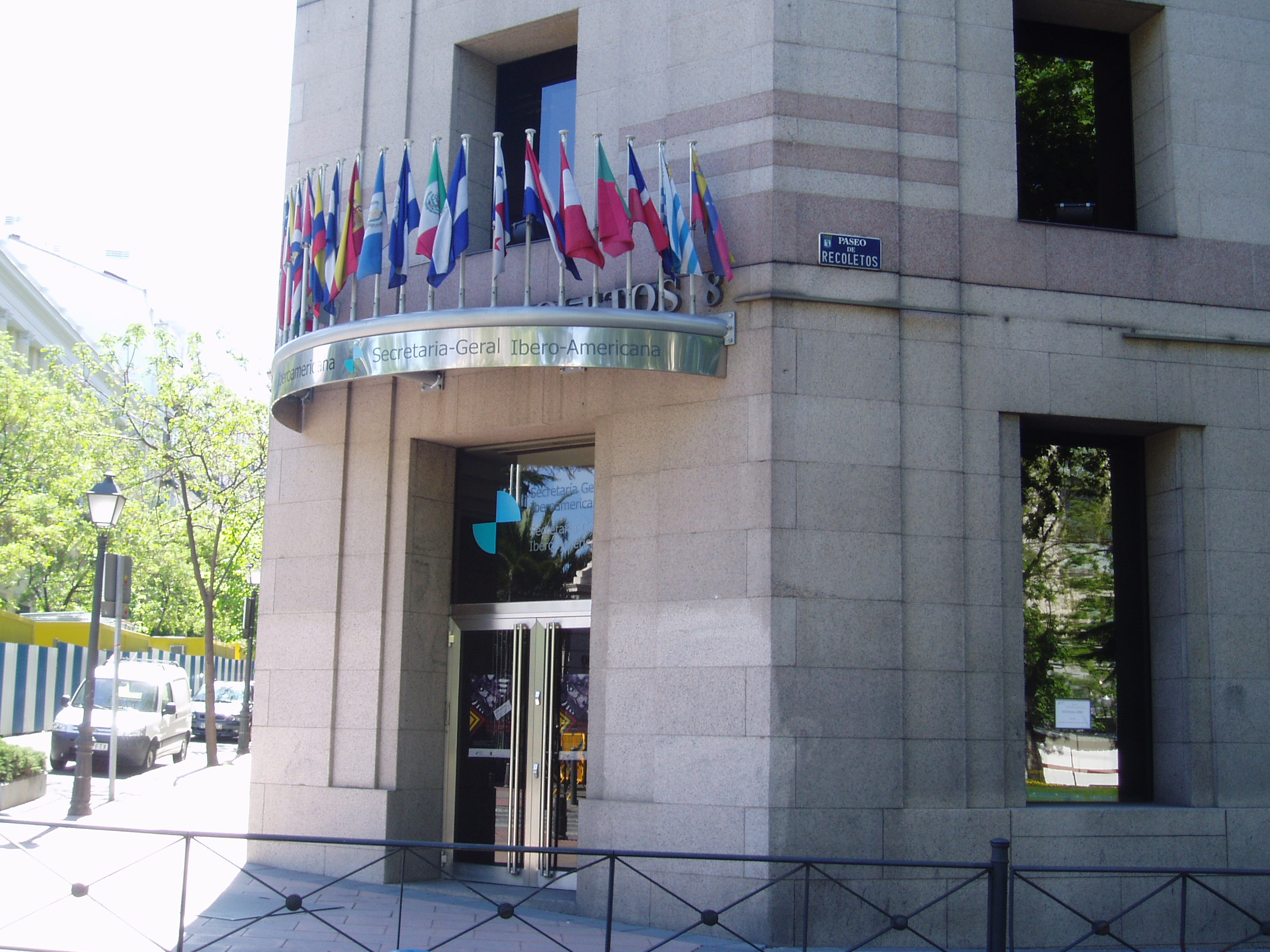
Sede de la SEGIB en Madrid.

- Contribuir al fortalecimiento y la cohesión de la Comunidad Iberoamericana e impulsar su proyección internacional.
- Colaborar en la preparación de las Cumbres de jefes de Estado y de Gobierno en estrecha coordinación con la correspondiente Secretaría Pro Témpore.
- Fortalecer la labor desarrollada en materia de cooperación en el marco de la Conferencia Iberoamericana, de conformidad con el convenio de Bariloche.
- Promover los vínculos históricos, culturales, sociales y económicos entre los países iberoamericanos, reconociendo y valorando la diversidad entre sus pueblos.
- Ejecutar los mandatos que reciba de las Cumbres y Reuniones de Ministros de Relaciones Exteriores iberoamericanos.
- Coordinar las distintas instancias de la Conferencia Iberoamericana con los demás organismos iberoamericanos.